# Should I Stay or Should I Go
Should I Stay or Should I Go è un singolo dei Clash. Venne scritta da Mick Jones nel 1981 e inserita nel loro album Combat Rock. Questo singolo, riproposto da Mick Jones, divenne l'unica canzone del gruppo a raggiungere il numero uno delle classifiche, dieci anni dopo la prima pubblicazione (nel 1991).

## Il brano
Assieme a quella di Know Your Rights, la musica di questo brano tende verso il suono punk rock più di altre tracce presenti nell'album. Sul significato della canzone sono circolate molte voci (una delle quali riguardava l'imminente uscita dai Clash di Jones), ma di fatto essa parla del rapporto personale tra Jones e la cantante Ellen Foley (che spesso accompagnava Meat Loaf); relazione che sarebbe presto finita. Il testo riflette le alternanze di momenti buoni e cattivi, e il dilemma se continuare o concludere la storia.
I cori in spagnolo furono ideati da Joe Strummer:
(Joe Strummer, 1991)

## Pubblicazione
Nel marzo 1991 il gruppo decise di ripubblicare il singolo, usato per una pubblicità della Levi's. Il singolo, trascinato dal successo dello spot, divenne numero 1 della classifica britannica.

## Riconoscimenti
- Nel novembre del 2004, la canzone appare alla 228ª posizione nella Lista delle 500 migliori canzoni secondo Rolling Stone[10].
- Nel 2009, il brano è stato inserito alla 42ª posizione nella classifica 100 Greatest Hard Rock Songs stilata dalla rete televisiva VH1[11].

## Formazione
- Mick Jones — voce, chitarra solista
- Joe Strummer — chitarra ritmica, cori
- Paul Simonon — basso, cori
- Topper Headon — batteria, percussioni
- Joe Ely — cori

Crediti
- The Clash — produttore

## Cover
Should I Stay or Should I Go? è stato oggetto di cover da parte di diversi artisti, tra cui Ice Cube e Mack 10, Living Colour, The Long Tall Texans, Spastic Vibrations, Guitar Wolf, L.A. Guns, Die Toten Hosen, Bai Bang, Super Green, The Picketts, Kylie Minogue, Anti Flag e Arpioni. Mick Jones usò la traccia della canzone semplificata per la canzone The Globe del suo gruppo Big Audio Dynamite.
La canzone Live While We're Young degli One Direction è stata oggetto di polemiche a causa della somiglianza con Should I Stay or Should I Go.

## Nella cultura di massa
Venne usata nel trailer del videogioco Far Cry 4. 
La canzone viene utilizzata in varie occasioni come elemento di connessione fra alcuni personaggi principali nella prima stagione della serie Netflix Stranger Things, acquisendo una certa popolarità.. 